# 圣康坦德布拉武
圣康坦德布拉武（法語：Saint-Quentin-de-Blavou，法語發音：[sɛ̃ kɑ̃tɛ̃ də blavu] ⓘ）是法国奥恩省的一个市镇，位于该省东南部，属于莫尔塔涅欧佩什区。

## 地理
圣康坦德布拉武（48°28'13"N, 0°25'1"E）面积6.46 平方千米，位于法国诺曼底大区奧恩省，该省份为法国西北部内陆省份，北起顺时针与卡爾瓦多斯省、厄尔省、厄尔-卢瓦省、萨尔特省、马耶讷省和芒什省接壤。
与圣康坦德布拉武接壤的市镇（或旧市镇、城区）包括：比雷、库利梅、拉梅尼耶尔、佩旺谢尔、萨尔特河畔圣于连。

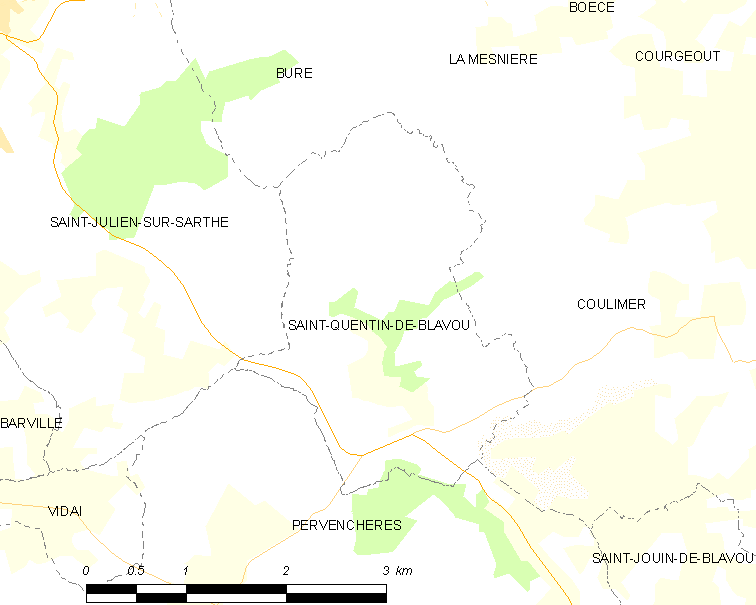
圣康坦德布拉武的OSM定位图

圣康坦德布拉武的时区为UTC+01:00、UTC+02:00（夏令时）。

## 行政
圣康坦德布拉武的邮政编码为61360，INSEE市镇编码为61450。

## 政治
圣康坦德布拉武所属的省级选区为埃库沃县。

## 人口

1962-2008年间圣康坦德布拉武人口变化图示

圣康坦德布拉武于2022年1月1日时的人口数量为77人。